# Urzababa
Urzababa ou Ursababa era o governador da Suméria e de Quis. Em 2 340 a.C., Lugalzagesi, governador de Uma, invadiu  a terra e a conquistou, expulsando Urzababa da Suméria e nunca mais teve-se sua notícia. O seu império só seria retomado por Sargão (alto oficial do exército de Urzababa) em uma ofensiva relâmpago.[carece de fontes?]

## Família
Urzababa era filho do rei Puzur-Sim, enquanto sua mãe é desconhecida. Sua avó era a famosa rainha Cubaba.